# V378 Большого Пса
V378 Большого Пса (лат. V378 Canis Majoris) — двойная затменная переменная звезда типа Беты Лиры (EB) в созвездии Большого Пса на расстоянии приблизительно 2555 световых лет (около 783 парсеков) от Солнца. Видимая звёздная величина звезды — от +11,05m до +10,6m. Орбитальный период — около 0,8779 суток (21,07 часов).

## Характеристики
Первый компонент — жёлто-белая звезда спектрального класса F. Эффективная температура — около 7088 К.
Второй компонент — жёлто-белая звезда спектрального класса F. Эффективная температура — около 7067 К.